# Stictoptera nigrilinea
Stictoptera nigrilinea là một loài bướm đêm trong họ Noctuidae.